# Olympische Sommerspiele 1948/Teilnehmer (Belgien)
| Gelbes Symbol für Goldmedaillen mit stilisierten Olympischen Ringen | Graues Symbol für Silbermedaillen mit stilisierten Olympischen Ringen | Braundes Symbol für Bronzemedaillen mit stilisierten Olympischen Ringen |
| ------------------------------------------------------------------- | --------------------------------------------------------------------- | ----------------------------------------------------------------------- |
| 2                                                                   | 2                                                                     | 3                                                                       |

Belgien nahm an den Olympischen Sommerspielen 1948 in London mit einer Delegation von 152 Athleten (132 Männer und 20 Frauen) an 77 Wettkämpfen in 17 Wettbewerben teil.
Die belgischen Sportler gewannen zwei Gold-, zwei Silber- und drei Bronzemedaillen. Damit belegte Belgien im Medaillenspiegel den zehnten Platz. Olympiasieger wurden der Leichtathlet Gaston Reiff über 5000 Meter sowie die Radsportler Léon Delathouwer, Liévin Lerno, Eugène van Roosbroeck und Lode Wouters in der Mannschaftswertung des Straßenrennens. Fahnenträger bei der Eröffnungsfeier war der Moderne Fünfkämpfer Charles Vyt.

## Teilnehmer nach Sportarten

### Basketball
- 11. Platz
Armand Van Wambeke
Augustin Bernaer
Émile Kets
François De Pauw
Georges Baert
Gustave Poppe
Henri Coosemans
Henri Hermans
Julien Meuris
Léon Lampo
Louis Van De Goor
René Steurbaut
Alexander Hollanders
Henri Hollanders

### Boxen
- Alex Bollaert
Fliegengewicht: im Viertelfinale ausgeschieden

- Louis Calebout
Bantamgewicht: in der 1. Runde ausgeschieden

- Edgard Delannoit
Federgewicht: in der 1. Runde ausgeschieden

- Joseph Vissers
Leichtgewicht: Silber

- Édouard Bombart
Weltergewicht: in der 1. Runde ausgeschieden

- Auguste Cavignac
Mittelgewicht: im Viertelfinale ausgeschieden

- Vital L’Hoste
Halbschwergewicht: im Achtelfinale ausgeschieden

- Fernand Bothy
Schwergewicht: im Achtelfinale ausgeschieden

### Fechten
Männer
- Paul Valcke
Florett: 7. Platz
Florett Mannschaft: Bronze

- Henri Paternóster
Florett: im Halbfinale ausgeschieden
Florett Mannschaft: Bronze

- André van de Werve de Vorsselaer
Florett: im Viertelfinale ausgeschieden
Florett Mannschaft: Bronze

- Raymond Bru
Florett Mannschaft: Bronze 
Degen Mannschaft: 5. Platz

- Georges de Bourguignon
Florett Mannschaft: Bronze

- Édouard Yves
Florett Mannschaft: Bronze

- Jean-Marie Radoux
Degen: 5. Platz
Degen Mannschaft: 5. Platz

- Charles Debeur
Degen: im Halbfinale ausgeschieden
Degen Mannschaft: 5. Platz

- Raoul Henkart
Degen: im Halbfinale ausgeschieden
Degen Mannschaft: 5. Platz

- Léopold Hauben
Degen Mannschaft: 5. Platz

- Raymond Stasse
Degen Mannschaft: 5. Platz

- Robert Bayot
Säbel Mannschaft: 4. Platz

- Georges de Bourguignon
Säbel Mannschaft: 4. Platz

- Ferdinand Jassogne
Säbel Mannschaft: 4. Platz

- Eugène Laermans
Säbel Mannschaft: 4. Platz

- Marcel Nys
Säbel Mannschaft: 4. Platz

- Édouard Yves
Säbel Mannschaft: 4. Platz

Frauen
- Jenny Addams
Florett: im Halbfinale ausgeschieden

- Adèle Christiaens
Florett: in der 1. Runde ausgeschieden

- Emilie Schwindt
Florett: in der 1. Runde ausgeschieden

### Gewichtheben
- Henri Colans
Federgewicht: 19. Platz

- Théophile Huyge
Leichtgewicht: 17. Platz

- Robert Allart
Schwergewicht: 7. Platz

### Hockey
- 7. Platz
Lucien Boekmans
Robert Cayman
Henri Delaval
José Delaval
Jean Dubois
Jean-Jacques Enderle
Roger Goossens
Jacques Kielbaye
Harold Mechelynck
Henri Niemegeerts
Joseph Van Muylders
Lucien Van Weydeveld
André Waterkeyn

### Kanu
Männer
- Juliaan Bogaert
Einer-Kajak 1000 m: im Vorlauf ausgeschieden

- Alfred Corbiaux
Einer-Kajak 10.000 m: 8. Platz

- Frans Van Den Berghen
Zweier-Kajak 1000 m: im Vorlauf ausgeschieden

- Albert Van De Vliet
Zweier-Kajak 1000 m: im Vorlauf ausgeschieden

- Hilaire Deprez
Zweier-Kajak 10.000 m: 8. Platz

- Jozef Massy
Zweier-Kajak 10.000 m: 8. Platz

- Hubert Coomans
Zweier-Canadier 1000 m: Rennen nicht beendet

- Jean Dubois
Zweier-Canadier 1000 m: Rennen nicht beendet

Frauen
- Anna Van Marcke
Einer-Kajak 500 m: 7. Platz

### Kunstwettbewerbe
- Guy Van Den Steen
- Odon Lallemand
- Paul Daxhelet
- Elsy Blom-Wirz

### Leichtathletik
Männer
- Isidoor Van De Wiele
100 m: im Viertelfinale ausgeschieden
4-mal-100-Meter-Staffel: im Vorlauf ausgeschieden

- Pol Braekman
100 m: im Vorlauf ausgeschieden
110 m Hürden: im Halbfinale ausgeschieden
4-mal-100-Meter-Staffel: im Vorlauf ausgeschieden

- Hector Gosset
100 m: im Vorlauf ausgeschieden

- Fernand Bourgaux
200 m: im Vorlauf ausgeschieden
4-mal-100-Meter-Staffel: im Vorlauf ausgeschieden

- Fernand Linssen
200 m: im Vorlauf ausgeschieden
4-mal-100-Meter-Staffel: im Vorlauf ausgeschieden

- Herman Kunnen
400 m: im Vorlauf ausgeschieden

- Joseph Brys
800 m: im Halbfinale ausgeschieden

- Raymond Rosier
800 m: im Halbfinale ausgeschieden

- Gaston Reiff
5000 m: Gold

- Marcel Vandewattyne
5000 m: 9. Platz

- Robert Everaert
10.000 m: Rennen nicht beendet
3000 m Hindernis: 9. Platz

- Étienne Gailly
Marathon: Bronze

- John Doms
3000 m Hindernis: im Vorlauf ausgeschieden

- Lucien Theys
3000 m Hindernis: im Vorlauf ausgeschieden

- Roger Verhaes
Kugelstoßen: ohne gültige Weite
Diskuswurf: 24. Platz

- Albert Dayer
Zehnkampf: 26. Platz

Frauen
- Marie-Thérèse Renard
100 m: im Vorlauf ausgeschieden
200 m: im Vorlauf ausgeschieden

- Nicole Yaeys
Speerwurf: 13. Platz

### Moderner Fünfkampf
- Louis Fauconnier
Einzel: 40. Platz

- Charles Vyt
Einzel: 41. Platz

- Raoul Mollet
Einzel: Wettkampf nicht beendet

### Radsport
- Lode Wouters
Straßenrennen: Bronze 
Straßenrennen Mannschaftswertung: Gold

- Léon De Lathouwer
Straßenrennen: 4. Platz
Straßenrennen Mannschaftswertung: Gold

- Eugeen Van Roosbroeck
Straßenrennen: 12. Platz
Straßenrennen Mannschaftswertung: Gold

- Liévin Lerno
Straßenrennen: Rennen nicht beendet
Straßenrennen Mannschaftswertung: Gold

- Ward Van de Velde
Bahn Sprint: 5. Platz

- Pierre Nihant
Bahn 1000 m Zeitfahren: Silber

- Louis Van Schil
Bahn Tandem: 5. Platz

- Roger De Pauw
Bahn Tandem: 5. Platz

- Jos De Beuckelaere
Bahn 4000 m Mannschaftsverfolgung: 5. Platz

- Maurice Blomme
Bahn 4000 m Mannschaftsverfolgung: 5. Platz

- Georges Vanbrabant
Bahn 4000 m Mannschaftsverfolgung: 5. Platz

- Raphaël Glorieux
Bahn 4000 m Mannschaftsverfolgung: 5. Platz

### Ringen
- Adolphe Lamot
Fliegengewicht, griechisch-römisch: in der 1. Runde ausgeschieden
Fliegengewicht, Freistil: in der 2. Runde ausgeschieden

- Frans Rombaut
Leichtgewicht, griechisch-römisch: in der 2. Runde ausgeschieden

- Julien Dobbelaere
Weltergewicht, griechisch-römisch: in der 2. Runde ausgeschieden

- Jean-Baptiste Benoy
Mittelgewicht, griechisch-römisch: 4. Platz
Mittelgewicht, Freistil: in der 2. Runde ausgeschieden

- Karel Istaz
Halbschwergewicht, griechisch-römisch: in der 3. Runde ausgeschieden
Halbschwergewicht, Freistil: in der 3. Runde ausgeschieden

- Joseph Trimpont
Bantamgewicht, Freistil: 4. Platz

- Antoine Raeymaeckers
Federgewicht, Freistil: in der 4. Runde ausgeschieden

- Jan Cools
Leichtgewicht, Freistil: in der 3. Runde ausgeschieden

- Louis Culot
Weltergewicht, Freistil: in der 2. Runde ausgeschieden

### Rudern
- Ben Piessens
Doppel-Zweier: im Halbfinale ausgeschieden

- Willy Collet
Doppel-Zweier: im Halbfinale ausgeschieden

- Charles Van Antwerpen
Zweier ohne Steuermann: im Viertelfinale ausgeschieden

- Jos Rosa
Zweier ohne Steuermann: im Viertelfinale ausgeschieden

### Schießen
- Marcel Lafortune
Freie Pistole 50 m: 8. Platz
Kleinkalibergewehr liegend 50 m: 39. Platz

- Jacques Lafortune
Kleinkalibergewehr liegend 50 m: 23. Platz

- Jacques Delval
Kleinkalibergewehr liegend 50 m: 33. Platz

### Schwimmen
Männer
- Joseph Reynders
1500 m Freistil: im Vorlauf ausgeschieden

Frauen
- Fernande Caroen
100 m Freistil: im Vorlauf ausgeschieden
400 m Freistil: 4. Platz
4-mal-100-Meter-Freistil-Staffel: im Vorlauf ausgeschieden

- Maria Huybrechts
4-mal-100-Meter-Freistil-Staffel: im Vorlauf ausgeschieden

- Maria Oeyen
4-mal-100-Meter-Freistil-Staffel: im Vorlauf ausgeschieden

- Maria Van Den Brand
4-mal-100-Meter-Freistil-Staffel: im Vorlauf ausgeschieden

- Yvonne Vandekerckhove
200 m Brust: im Halbfinale ausgeschieden

### Segeln
- Pierre Van Der Haeghen
Firefly: 8. Platz

- Albert Huybrechts
Drachen: 12. Platz

- Roger Anciaux
Drachen: 12. Platz

- Charles Delfosse
Drachen: 12. Platz

- Georges Hellebuyck junior
Drachen: 12. Platz

- Jacques Lauwerys
Drachen: 12. Platz

- Jacques Lippens
Drachen: 12. Platz

- Ludovic Franck
6-Meter-Klasse: 6. Platz

- Émile Hayoit
6-Meter-Klasse: 6. Platz

- Willy Huybrechts
6-Meter-Klasse: 6. Platz

- Henri Van Riel
6-Meter-Klasse: 6. Platz

- Willy Van Rompaey
6-Meter-Klasse: 6. Platz

### Turnen
Frauen
- Albertine Van Roy-Moens
Mannschaftsmehrkampf: 11. Platz

- Denise Parmentier
Mannschaftsmehrkampf: 11. Platz

- Yvonne Van Bets
Mannschaftsmehrkampf: 11. Platz

- Jenny Schumacher
Mannschaftsmehrkampf: 11. Platz

- Caroline Verbraecken-De Loose
Mannschaftsmehrkampf: 11. Platz

- Thérèse De Grijze
Mannschaftsmehrkampf: 11. Platz

- Anna Jordaens
Mannschaftsmehrkampf: 11. Platz

- Julienne Boudewijns
Mannschaftsmehrkampf: 11. Platz

### Wasserball
- 4. Platz
Théo-Léo De Smet
Henri De Pauw
Georges Leenheere
Émile D’Hooge
Paul Rigaumont
Fernand Isselé
Willy Simons
Alphonse Martin